# Thioacylchloridy
Thioacylchloridy jsou organické sloučeniny s obecným vzorcem RC(S)Cl, kde R je organická skupina. Jedná se o sirné obdoby acylchloridů. Nejlépe prozkoumaným thioacylchloridem je thiobenzylchlorid, který se dá připravit reakcí kyseliny dithiobenzoové s chlorem a chloridem thionylu. V současnosti se jako chlorační činidlo častěji používá fosgen, přičemž se jako vedlejší produkt tvoří karbonylsulfid:
C6H5CS2H + COCl2 → C6H5C(S)Cl + HCl + COS
Thioacylchloridy se substituenty dodávajícími elektrony jsou stabilnější.